# Jorginho Carvoeiro
Jorge Vieira, mais conhecido como Jorginho Carvoeiro (Castelo, 11 de outubro de 1953 — Rio de Janeiro, 13 de julho de 1977), foi um futebolista brasileiro, que atuou como ponta.

## Carreira
Jorginho começou sua carreira no Bangu, aos 14 anos de idade. Foi convocado para a Seleção Brasileira de Amadores em 1971 com a qual foi campeão do Torneio de Cannes, na França, sendo considerado pela imprensa daquele país como o melhor jogador brasileiro da competição.
Em 1972, se transferiu ao Vasco da Gama, por indicação do ex-craque Zizinho e não demorou para conquistar a camisa 7 titular. Ele foi notável pelo gol que deu ao Vasco da Gama o seu primeiro título do Campeonato Brasileiro de Futebol em 1974.Após esse jogo, passou a ter problemas de saúde e em abril de 1975 foi diagnosticado com uma leucemia.

### Morte
Morreu devido às complicações de uma leucemia em 1977. Anos depois, sua viúva, Vanderléa, seria a última esposa de Mané Garrincha, com ela teve um filho batizado de Wendell.

## Títulos
Seleção Brasileira
- Torneio de Cannes (França) Sub-18: 1971

Vasco da Gama
- Taça José de Albuquerque: 1972
- Torneio Quadrangular do Rio de Janeiro: 1973
- Troféu Pedro Novaes: 1973
- Torneio Erasmo Martins Pedro: 1973
- Campeonato Brasileiro: 1974[5]
- Taça Oscar Wright da Silva: 1974
- Taça Danilo Leal Carneiro: 1975
- Taça Cidade de Cabo Frio: 1975

### Prêmios
- Eleito pela imprensa francesa como o melhor jogador brasileiro do Torneio de Cannes em 1971.